# Puppets Against Aids
Puppets Against AIDS (Lalki przeciwko AIDS) – to innowacyjny projekt stworzony przez organizację The African Research and Educational Puppetry Program (AREPP), który łącząc elementy teatru maskowego i teatru lalek, przekazuje widzom w sposób rozrywkowy informacje o zagrożeniach związanych z HIV/AIDS. Pomysłodawcą projektu i założycielem AREPP był Gary Friedman, lalkarz, performer, reżyser i producent teatru edukacyjnego i telewizyjnego.
Pomysł na program „Puppets Against AIDS” powstał w 1987 roku. Wcielono go w życie rok później w Południowej Afryce. Intencją twórców było mówienie o sprawach trudnych w taki sposób, aby dotrzeć do masowego odbiorcy. W przedstawieniach z cyklu „Puppets Against AIDS” porusza się tematy tabu, takie jak seks, czy też używanie prezerwatyw. Przekaz ma być łatwy w odbiorze, zrozumiały dla wszystkich, bez względu na wykształcenie, płeć, czy też przynależność kulturową.
Lekcje są prowadzone w sposób interaktywny, promowana jest idea dyskusji społecznej. Podejmuje się również próbę stworzenia wspólnoty wartości oraz poszanowania różnorodności. W takim teatrze nikt nie jest marginalizowany, nie pomija się mniejszości narodowych czy etnicznych, przekaz jest jasny nawet dla tych, którzy nie potrafią czytać.
Jednym z największych teatrów lalkowych na wzór „Puppets Against AIDS” jest CHAPS (Community Health and Awareness Puppeteers), z siedzibą w Nairobi. To grupa, do której należy ponad 350 lalkarzy występujących w 40 trupach. Każda grupa przygotowuje interaktywne show prezentowane w lokalnych językach. Ich celem jest podnoszenie świadomości wśród dorosłych i dzieci na takie tematy społeczne jak korupcja rządu, nierówne traktowanie kobiet i mężczyzn, czy też problemy zdrowotne, m.in. AIDS.
Edukacja i rozrywka to główne komponenty występów lalkowych. Członkowie CHAPS grają w czasie przedstawień na bębnach, gwiżdżą, używają transparentów, uderzają w instrumenty tak, aby przypominało to lokalne rytmy. Chcą w ten sposób, aby ludzie mieszkający w slumsach, bo tam też odbywają się występy, zwrócili uwagę na tematy, o których chcą mówić.
Mimo że początkowo teatr lalkowy ograniczał się do kilku krajów afrykańskich, z czasem pokazy zaczęły się odbywać także w Europie, Kanadzie, USA i Australii. „Lalki przeciwko AIDS” były inspiracją do powstania takich projektów jak „Puppets for Democracy” (Lalki dla demokracji), czy też „Puppets in Prison” (Lalki w więzieniu).